# رزية بيضوية
رزية بيضوية (الاسم العلمي: Oryzopsis ovata) هي نوع نباتي يتبع جنس الرزية من فصيلة النجيلية.